# Harzer Tourismusverband

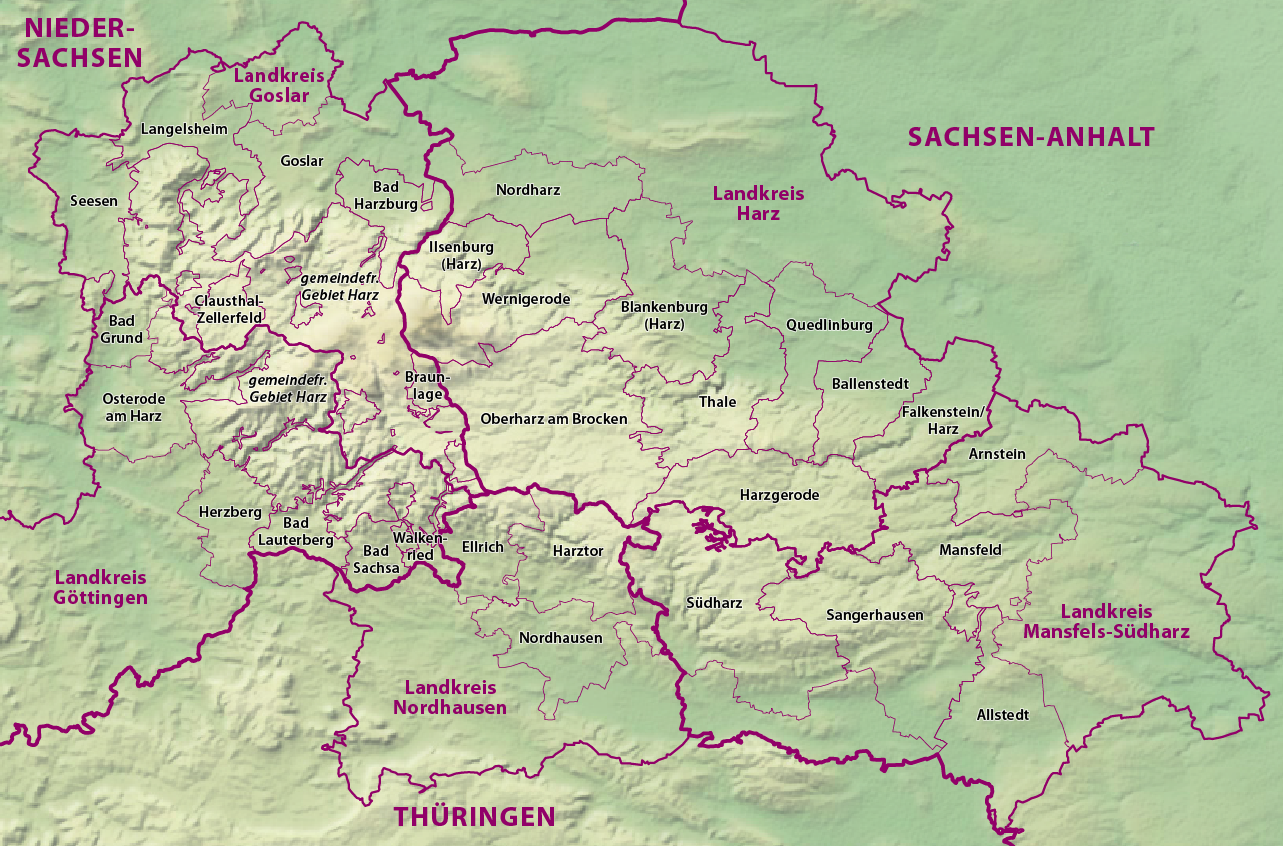
Harz Karte mit Verwaltungsgrenzen

Der Harzer Tourismusverband e.V. (HTV) – bis 2010 Harzer Verkehrsverband (HVV) verantwortet als touristische Dachorganisation, länderübergreifend das Destinationsmanagement und Marketing im gesamten Harz.
Seinen Sitz hat der 1904 gegründete Verband seit 1949 in Goslar.

## Verbandsgebiet
Das Verbandsgebiet des Harzer Tourismusverbandes (HTV) ist der Harz. Er liegt am Schnittpunkt der Bundesländer Niedersachsen, Sachsen-Anhalt und Thüringen und erstreckt sich von Ost nach West über 110 km, von Nord nach Süd über 40 km. Das gesamte Harzkerngebiet umfasst eine Fläche von ca. 5900 km².
Das Gebiet des Harz umfasst heute die Landkreise Goslar und Göttingen in Niedersachsen, Harz und Mansfeld-Südharz in Sachsen-Anhalt und Nordhausen in Thüringen.
Außerhalb dieser administrativen Grenzen gehören die Kommunen Aschersleben, Duderstadt, Bad Gandersheim und Northeim zum Verbandsgebiet des Harzer Tourismusverbandes.

## Geschichte
Der Harzer Tourismusverband (HTV) wurde im März 1904 auf Anregung des herzoglichen Badekommissars Ernst Dommes mit Vertreter von 25 Kommunen in Bad Lauterberg im Harz unter dem vormaligen Namen Harzer Verkehrsverband (HVV) gegründet um „gemeinsame Reklame“ für die Region zu betreiben. Schon seit 1899 bringt die Brockenbahn Touristen auf den höchsten Berg im Harz.
Ende der 1920er-Jahre verfügte der Harz sogar über regelmäßige Flugverbindungen. Das Kursbuch der Deutschen Lufthansa wies 1928 den sogenannten „Harz-Ring“ aus, täglich um 15.35 Uhr von Hannover über Hildesheim, Goslar, Wernigerode und Quedlinburg nach Halle.
Der Harzer Tourismusverband war in der NS-Zeit nationalsozialistisch eingestellt und nach dem Führerprinzip organisiert durch Dietrich Klagges, zugleich Ministerpräsident des Freistaates Braunschweig und ab 1942 SS-Obergruppenführer. Klagges befahl bereits mit Erlass vom 8. August 1936, Jüdinnen und Juden aus dem Harz zu vertreiben. Binnen einer Woche sollten die örtlichen NSDAP-Chefs und die Leiter der Kurverwaltungen ihnen jede Bewegungsfreiheit in den Kurorten nehmen.

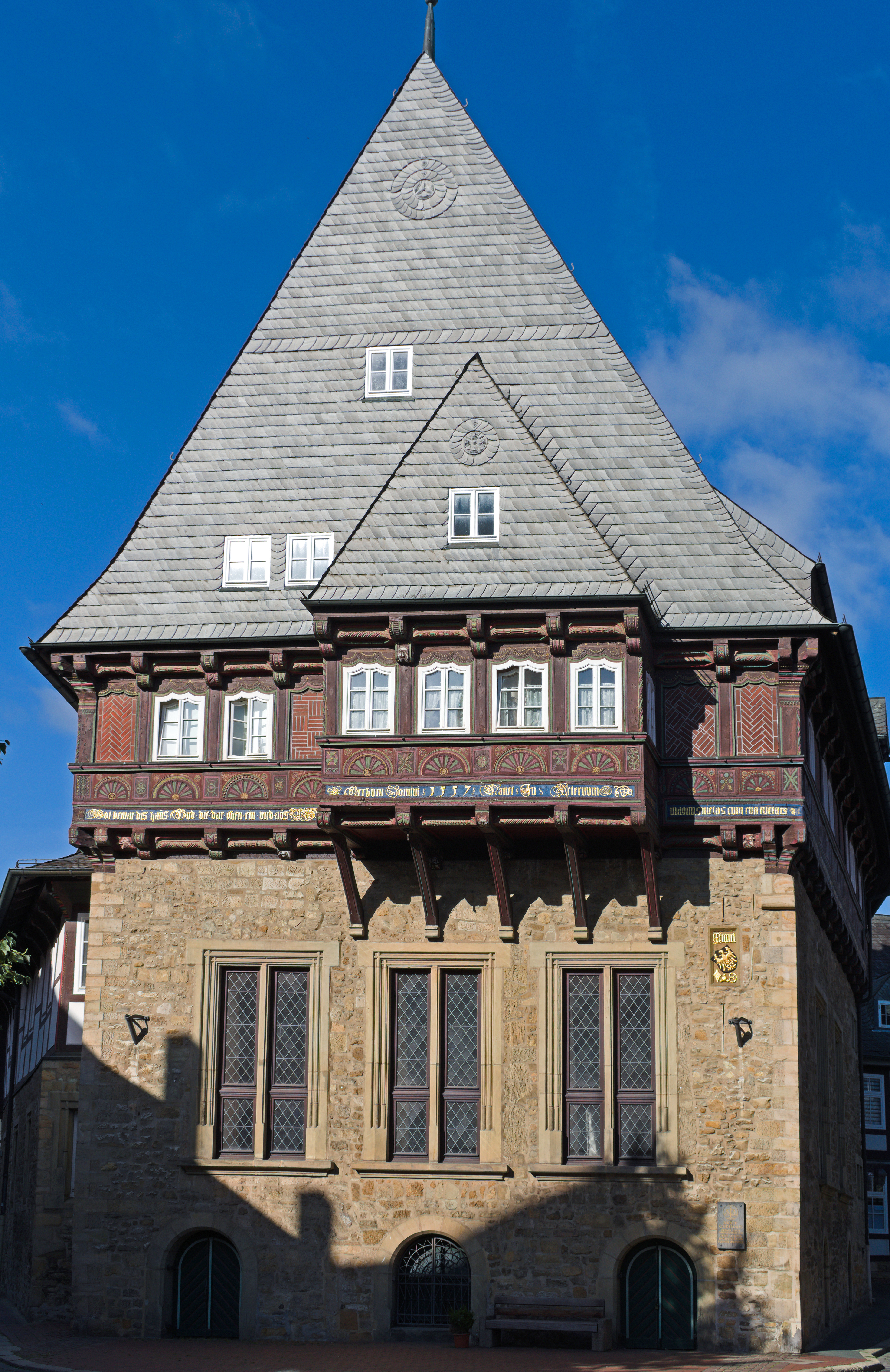
Das Bäckergildehaus zu Goslar (2021), Verbandssitz des HTV

1945 teilte die Innerdeutsche Grenze das Mittelgebirge von Norden nach Süden in einen West- und Ostharz. Damit verlor der Verband fast die Hälfte seiner Mitglieder. Der Tourismus im Ostharz wurde jetzt vom FDGB-Feriendienst organisiert. Deshalb erfolgte im Juli 1946 eine Neugründung des Verbandes für den niedersächsischen Teil des Harzes.
1949 zog die Geschäftsstelle von Braunlage nach Goslar und 1966 in das Bäckergildehaus, dem heutigen Sitz.
Nach der Wende und deutschen Wiedervereinigung 1990 stieg die Mitgliederzahl von 140 auf 238. Aber weil Teile des Ostharzes sich nicht ausreichend berücksichtigt fühlten, wurde 1991 in Stolberg mit dem Tourismusförderkreis Ostharz eine konkurrierende Organisation gegründet, 2010 löste diese sich wieder auf.
Unter der Regie des Verbands sind zahlreiche bedeutende Wanderwege im Harz entstanden u. a. wurde 2006 der Selketalstieg vom Harzer Verkehrsverband gegründet. Ein weiteres Projekt ist der Harzer Hexenstieg. 
Für das Nacktwandern (franz. Randonue) wurde zudem der Harzer Naturistenstieg nahe Dankerode freigegeben und 2010 eröffnet.
Der Ausbau der Verkehrswege war schon in den 1920er Jahren eine Kernkompetenz des noch jungen Vereins.
Zudem verantwortet der HTV die Regionalmarke „Typisch Harz“ sowie diverse Mobile Apps.
Seit 2010 heißt die Organisation nicht mehr Verkehrs-, sondern Tourismusverband. Die Namensänderung ging mit einer Strukturveränderung einher. Marketing- und Verbandsarbeit wurden getrennt, für jedes Aufgabengebiet gibt es seither Arbeitskreise mit Tourismusexperten aus der gesamten Region.
2023 zählte der HTV über 8,12 Millionen Übernachtungen und fast 38 Millionen Tagesgäste im Harz. Er ist länderübergreifend in Niedersachsen, Sachsen-Anhalt und Thüringen tätig.
Derzeit gehören rund 300 Mitglieder und Partner – darunter alle Harzlandkreise, Städte und Kommunen, zahlreiche Beherbergungsbetriebe sowie touristische Einrichtungen wie u. a. die Harzer Schmalspurbahnen dem Verband an. Hinzu kommen weitere am Tourismus beteiligte Unternehmen wie Druckereien und Incoming-Agenturen aber auch Banken. Der Harzer Tourismusverband als Dachorganisation im Harz-Tourismus sieht primär seine Aufgabe im wirkungsvollen Destinationsmanagement.
Der HTV war 2022 bei der Touristik & Caravaning mit einem eigenen Messestand vertreten.
Nach der weltweiten Corona-Pandemie konnte der Verband 2022 und 2023 auch erstmals wieder die Internationale Tourismus-Börse Berlin besuchen.
Neben dem Harzer Tourismusverband agieren zwei weitere Organisationen ebenfalls regionsweit in Themenbereichen die ganz oder zum Teil touristisch relevant sind. Das sind zum einen der Harzklub und zum anderen der Regionalverband Harz. Mit beiden Organisationen arbeitet der HTV seit vielen Jahren partnerschaftlich auf Augenhöhe zusammen.
Im Oktober 2024 konnte der Harzer Tourismusverband mit 190 geladenen Gästen sein 120-jähriges Bestehen im Erzbergwerk Rammelsberg feiern.

## Publikationen und Medien
Der Harzer Tourismusverband (HTV) bringt zahlreiche Publikationen in Form von Karten, Zeitschriften oder Büchern heraus.
Für Kinder und Familien gibt es Podcasts, Videos und Rätseltouren unter anderen mit der Brockenbande.
Im Laufe des Jahres werden die Medien durch die Herausgabe von Pressemitteilungen über die Themen des Verbandes und der regionalen Partner informiert.
In der zum 120-jährigen Bestehen veröffentlichten Chronik „Historischer Abriss“ wird die eigene Geschichte und die des Harzes präsentiert. Jedoch wird die NS-Zeit kaum erwähnt, so fehlen Angaben zur Vertreibung von Juden, zum KZ Mittelbau-Dora und dem Außenlager des KZ Buchenwald und zu den mehr als 60 Rüstungsfabriken, darunter die Mittelwerk GmbH.

## Radio und Fernsehen
Nicht nur in der Recherchephase ist der HTV eine beliebte Anlaufstelle für Journalisten und Reporter. Im Laufe eines Jahres erreichen den Verband mehr als 100 kurzfristige Interviewanfragen von Radio- und Fernsehsendern.
Beliebte Themen sind die Buchungslage im Harz, Veranstaltungstipps zu Feiertagen und langen Wochenenden, aktuelle Schneehöhen und Wintersportmöglichkeiten sowie Neuigkeiten aus dem Harz-Tourismus.

## Auszeichnungen
- 2023: ADAC – Publikumspreis für Die Brockenbande des HTV.[23]